# Xã Dayton, Quận LaSalle, Illinois
Xã Dayton (tiếng Anh: Dayton Township) là một xã thuộc quận LaSalle, tiểu bang Illinois, Hoa Kỳ. Năm 2010, dân số của xã này là 2.279 người.